# Anum
Anum är ett vattendrag i Ghana. Det ligger i den södra delen av landet, 130 km nordväst om huvudstaden Accra.